# Holopîci, Lokaci
Holopîci (în ucraineană Холопичі) este localitatea de reședință a comunei Holopîci din raionul Lokaci, regiunea Volînia, Ucraina.

## Demografie
Componența lingvistică a localității Holopîci
     Ucraineană (99,29%)
     Alte limbi (0,71%)
Conform recensământului din 2001, majoritatea populației localității Holopîci era vorbitoare de ucraineană (99,29%), existând în minoritate și vorbitori de alte limbi.